# Nemzeti Bajnokság V 1940-1941
Nemzeti Bajnokság V 1940–1941 sau liga a 5-a maghiară sezonul 1940–1941 a fost al 23-lea sezon desfășurat în această competiție.

## Istoric și format
Liga a cincea a fost formată din 25 de serii. Doar în seria Criș, clasa II., grupa Sud a evoluat echipe românești. 
Cele 25 serii au fost:
| - Alföld, clasa II., grupa Nord - Alföld, clasa II., grupa Mureș - Alföld, clasa II., grupa Tisa - Alföld, clasa II., grupa Kiskun - Budapesta, clasa II., grupa Sud | - Budapesta, clasa II., grupa Nord - Budapesta, clasa II., grupa Est - Transdanubia Sud, clasa II., grupa Sud - Transdanubia Sud, clasa II., grupa Vest - Transdanubia Nord, clasa II., grupa Gyor | - Transdanubia Nord, clasa II., grupa Kisafold - Transdanubia Nord, clasa II., grupa Sopron - Transdanubia Nord, clasa II., grupa Sekesfehervar - Transdanubia Nord, clasa II., grupa Sombateli - Dunăre-Tisa, clasa II., grupa Rakos | - Dunăre-Tisa, clasa II., grupa Solnoc - Dunăre-Tisa, clasa II., grupa Vac - Felvideki(de Sus), clasa I., grupa Bodvavolg - Felvideki(de Sus), clasa I., grupa Mișcolț - Felvideki(de Sus), clasa I., grupa Ozd-Egri | - Felvideki(de Sus), clasa I., grupa Salgotarjan - MOVE, clasa II., grupa Rákóczi - MOVE, clasa II., grupa Zrínyi - Criș, clasa II., grupa Nord - Criș, clasa II., grupa Sud |

## Seria Criș, clasa II.
Echipele participante au fost din 5 localități:  
- Bichișciaba: CA Ciaba, Stăruința II
- Ciorvaș: CS
- Condoroș: AS
- Gadoroș: AS
- Orosháza: ASM

Doar Bichișciaba a avut mai mult de o echipă.
| Poz | Echipă                                                 | Pld | W  | D | L  | GF | GA | GD  | Pct |
| --- | ------------------------------------------------------ | --- | -- | - | -- | -- | -- | --- | --- |
| 1   | CA Ciaba Bichișciaba / Csabai AK II. (C)               | 14  | 12 | 0 | 2  | 73 | 18 | +55 | 24  |
| 2   | FC Oroshaza / Orosházi FC(P)                           | 14  | 10 | 1 | 3  | 50 | 32 | +18 | 21  |
| 3   | CG Oroshaza / Orosházi TK II.                          | 14  | 8  | 3 | 3  | 35 | 30 | +5  | 19  |
| 4   | Stăruința Bichișciaba II / Békéscsabai Törekvés SE II. | 14  | 7  | 1 | 6  | 35 | 31 | +4  | 15  |
| 5   | AS Gadoroș / Gádorosi SE                               | 14  | 5  | 1 | 8  | 27 | 46 | -19 | 11  |
| 6   | CS Ciorvaș / Csorvási SK:(1)                           | 14  | 6  | 0 | 8  | 37 | 40 | -3  | 10  |
| 7   | CA Jula / Gyulai AC II.                                | 14  | 2  | 1 | 11 | 24 | 44 | -20 | 5   |
| 8   | AG Jula / Gyulai Levente Egyesület                     | 14  | 2  | 1 | 11 | 20 | 60 | -40 | 5   |

(C) Campioana a fost CA Ciaba Bichișciaba.
(P) FC Oroshaza a promovat în NB IV '41-'42 (liga a patra maghiară).
(1) 2 puncte de penalizare deduse.
Surse:
"Sportul Național"/"Nemzeti Sport" 1941.07.13.

## Vezi și
- Liga a 2-a maghiară 1940–1941
- Liga a 3-a maghiară 1940-1941
- Liga a 4-a maghiară 1940-1941
- Prima ligă maghiară
- Liga a 2-a maghiară
- Liga a 3-a maghiară
- Liga a 4-a maghiară
- Cupa Ungariei
- Supercupa Ungariei
- Cupa Ligii Ungariei